# 30 (число)
30 (три́дцять) — натуральне число між 29 і 31. Також позначається словом півкопи.

## Математика
- Ознака подільності на 30: сума цифр ділиться на 3 і остання цифра 0.
- 230  = 1073741824
- 30 є третім прайморіалом.
- 30 є першим сфенічним числом.
- 30 є першим числом Джуґи.
- по 30 ребер мають ікосаедр та додекаедр.
- Сума квадратів перших чотирьох натуральних чисел (30 = 12+22+32+42)
- 30 ділиться на 1, 2, 3, 5, 6, 10, 15.
- Добуток перших трьох простих чисел (30 = 2 × 3 × 5)

## Наука
- Атомний номер цинку
- NGC 30 — зірка типу *2 (подвійна зірка) у сузір'ї Пегас.

## Інше
- Місяці Квітень, Червень, Вересень і Листопад складаються із 30 днів.
- 30 хвилин — це половина години.

## Дати
- 30 рік до н. е.
- 30 рік
- 1830 рік
- 1930 рік
- 2030 рік